# Джулі Макнівен
Джулі Макнівен (англ. Julie McNiven; нар. 11 жовтня 1980) — американська акторка. 
Народилася в місті Амхерст, штат Массачусетс. Відома за ролями в т/с Божевільні і Надприродне. Отримала другорядну роль у другому сезоні т/с Зоряна брама: Всесвіт 2010–2011 рр.
Підліткою вивчала гімнастичні вправи на французькому фестивалі виконавських мистецтв у Вудсі. Брала участь у літній програмі Коло на площі. Є випускницею Сейлемського державного коледжу (Сейлем, штат Массачусетс).

## Фільмографія

### Телебачення
| Рік         | Назва                            | Роль                     | Примітки                 |
| ----------- | -------------------------------- | ------------------------ | ------------------------ |
| 2005 & 2006 | Закон і порядок: Злочинні наміри | Сьюзі Воллер             |                          |
| 2006-2007   | Братство                         | Симпатична співробітниця | 3 епізоди, сезон 1-2.    |
| 2006        | Водний фронт                     | Тіффані                  | 1 епізод, 1 сезон.       |
| 2007-2009   | Божевільні                       |                          | 20 епізодів, сезони 1-3. |
| 2008        | Нью-Амстердам                    | Model                    | 1 епізод, 1 сезон.       |
| 2008-2010   | Надприродне                      | Анна Мільтон             | 6 епізодів, сезон 4, 5.  |
| 2009        | Відчайдушні домогосподарки       | Емілі Портсміт           | 2 епізоди, сезон 6.      |
| 2010        | Зоряна брама: Всесвіт            | Гінн                     | 8 епізодів, сезон 2.     |
| 2011        | Межа                             | Мона Фостер              | 1 епізод, сезон 33.      |
| 2011        | Нікіта                           | Аліша                    | 1 епізод, сезон 2.       |
| 2011        | Будинок                          | Міккі Даро               | 1 епізод, сезон 8.       |
| 2012        | Гаваї 5.0                        | Дженні Бюргес            | 1 епізод, сезон 3.       |